# Candace Kita
Candace Kita est une actrice américaine née à Los Angeles (États-Unis).

## Filmographie

### Cinéma
- 1991 : Stealth Hunters : News Anchor
- 1995 : Smooth Operator : Angie Li
- 1995 : Wild Side : Lotus Ita
- 1996 : Barb Wire : Dancer
- 2001 : Rennie's Landing : Social Services Receptionist
- 2002 : Little Heroes 3 : Chlorine
- 2004 : Mickey, Donald, Goofy: The Three Musketeers (vidéo) : Host - Behind the Scènes Footage
- 2004 : Pax Importi Modellus: The Rise of the Import Model : Cece
- 2005 : Bad News Bears : China
- 2006 : Faith Happens : Lisa
- 2007 : Quand Chuck rencontre Larry (I Now Pronounce You Chuck & Larry) : Hooters Girl
- 2008 : Falling : Julie

### Télévision
- 1995 : Arabesque (Murder, She Wrote) (série télévisée) : Kim Huan's Wife
- 1996 : Les Frères Wayans (The Wayans Bros.) (série télévisée) : April
- 1996 : Masked Rider (série télévisée) : Barbara
- 2000 : Miriam Teitelbaum: Homicide (téléfilm)
- 2000 : Wall to Wall Records (téléfilm) : Secretary
- 2001 : La Guerre des Stevens (Even Stevens) (série télévisée) : Reporter
- 2001 : Felicity (série télévisée) : Contestant #1
- 2002 : V.I.P. (série télévisée) : holo-reporter
- 2002 : Son of the Beach (série télévisée) : Female Asian News Reporter
- 2003 : Dance Fever (série télévisée) : Sketch comedian (sketches)
- 2003 : Girlfriends (série télévisée) : Waitress
- 2004 : Beck and Call (téléfilm) : Zoe's Assistant
- 2004 : The Deerings (téléfilm) : Yoko
- 2004 : Method et Red (série télévisée) : Sami Kim
- 2004 : Les Quintuplés (série télévisée) : Alison
- 2004 : Les Sauvages (Complete Savages) (série télévisée) : Misty
- 2005 : Mon oncle Charlie (Two and a Half Men) (série télévisée) : Coco
- 2006 : Pepper Dennis (série télévisée) : Squeaky
- 2006 : Dossier Smith (Smith) (série télévisée) : Stewardess
- 2007 : Ugly Betty (série télévisée) : Reporter #1
- 2008 : According to Jim (série télévisée) : Carmen